# Liste der Bodendenkmäler in Bad Lippspringe
Die Liste der Bodendenkmäler in Bad Lippspringe enthält die denkmalgeschützten unterirdischen baulichen Anlagen, Reste oberirdischer baulicher Anlagen, Zeugnisse tierischen und pflanzlichen Lebens und paläontologischen Reste auf dem Gebiet der Stadt Bad Lippspringe im Kreis Paderborn in Nordrhein-Westfalen (Stand: August 2020). Diese Bodendenkmäler sind in Teil B der Denkmalliste der Stadt Bad Lippspringe eingetragen; Grundlage für die Aufnahme ist das Denkmalschutzgesetz Nordrhein-Westfalen (DSchG NRW).
| Bild | Bezeichnung                         | Lage                         | Beschreibung | Bauzeit | Eingetragen seit | Denkmal- nummer |
| ---- | ----------------------------------- | ---------------------------- | ------------ | ------- | ---------------- | --------------- |
| BW   | Grabhügel                           | Galgenberg Karte             |              |         |                  | 1 a             |
| BW   | Grabhügel                           | Galgenberg Karte             |              |         |                  | 1 b             |
| BW   | Grabhügel                           | Galgenberg Karte             |              |         |                  | 2               |
| BW   | Grabhügel                           | Galgenberg Karte             |              |         |                  | 3               |
| BW   | Grabhügel                           | Galgenberg Karte             |              |         |                  | 4               |
| BW   | Grabhügel                           | Galgenberg Karte             |              |         |                  | 5               |
| BW   | Grabhügel                           | Spellerberg Karte            |              |         |                  | 6               |
| BW   | Grabhügel                           | Oberhalb der Steinbeke Karte |              |         |                  | 7               |
| BW   | Grabhügelgruppe                     | Spellerberg Karte            |              |         |                  | 8               |
| BW   | Siedlungsplatz                      | Lehmsiek Karte               |              |         |                  | 9               |
| BW   | Gräberfeld                          | Sandweg Karte                |              |         |                  | 10 a u. k       |
| BW   | Gräberfeld                          | Im Banger Karte              |              |         |                  | 10 b            |
| BW   | Gräberfeld                          | Im Banger Karte              |              |         |                  | 10 c            |
| BW   | Gräberfeld                          | Im Banger Karte              |              |         |                  | 10 d            |
| BW   | Gräberfeld                          | Im Banger Karte              |              |         |                  | 10 e            |
| BW   | Gräberfeld                          | Im Banger Karte              |              |         |                  | 10 f            |
| BW   | Gräberfeld                          | Im Banger Karte              |              |         |                  | 10 g            |
| BW   | Gräberfeld                          | Sandweg Karte                |              |         |                  | 10 h            |
| BW   | Gräberfeld                          | Sandweg Karte                |              |         |                  | 10 i            |
| BW   | Gräberfeld                          | Im Banger Karte              |              |         |                  | 10 j            |
| BW   | Grabhügel                           | Römerberg Karte              |              |         |                  | 11              |
| BW   | Höhle                               | Römerberg Karte              |              |         |                  | 12              |
| BW   | Burgstelle und Burgmannenareal      | Karte                        |              |         |                  | 13              |
| BW   | Stadtbefestigung und Brunnenschacht | Burgstraße 10 Karte          |              |         |                  | 14              |